# Nicolas de Catinat

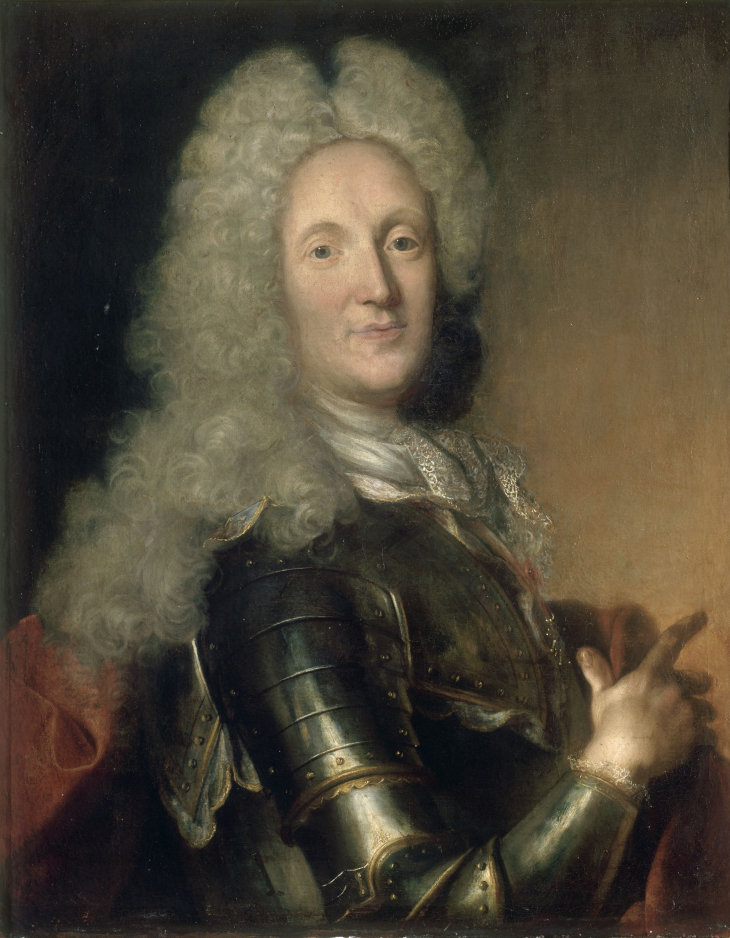
Nicolas de Catinat

Nicolas de Catinat, (Parijs, 1 september 1637 - Saint Gratien, 22 februari 1712) was een Frans generaal, advocaat en maarschalk van Frankrijk.
Hij onderscheidde zich in 1667 bij de belegering van Rijsel. Hij nam deel aan de Hollandse Oorlog (1672-1678) en werd in 1678 gouverneur van Duinkerke en later stadhouder van Luxemburg.
Op 18 juni 1690 versloeg hij hertog Victor Amadeus II van Sardinië in de Slag bij Staffarda en veroverde het grootste deel van Piëmont. Op 4 oktober 1693 versloeg hij hertog Victor Amadeus nogmaals in de Slag bij Marsaglia. Als dank werd hij door koning Lodewijk XIV tot maarschalk van Frankrijk benoemd.
Aan het begin van de Spaanse Successieoorlog werd hem in 1701 het opperbevel over het Franse leger te Milaan opgedragen. Op 9 juli 1701 werd hij door prins Eugenius van Savoye verslagen in de Slag bij Carpi. Hij verloor zijn commando, maar voerde het bevel weer in de Elzas in het daaropvolgende jaar.
In 1819 werden zijn Mémoires et correspondance in 3 delen uitgegeven.